# Terminalia dichotoma
Terminalia dichotoma är en tvåhjärtbladig växtart som beskrevs av Ernst Meyer. Terminalia dichotoma ingår i släktet Terminalia och familjen Combretaceae. Inga underarter finns listade i Catalogue of Life.